# Hebeloma sinapizans
Hebeloma sinapizans là một loài nấm trong họ Hymenogastraceae.

## Hình ảnh

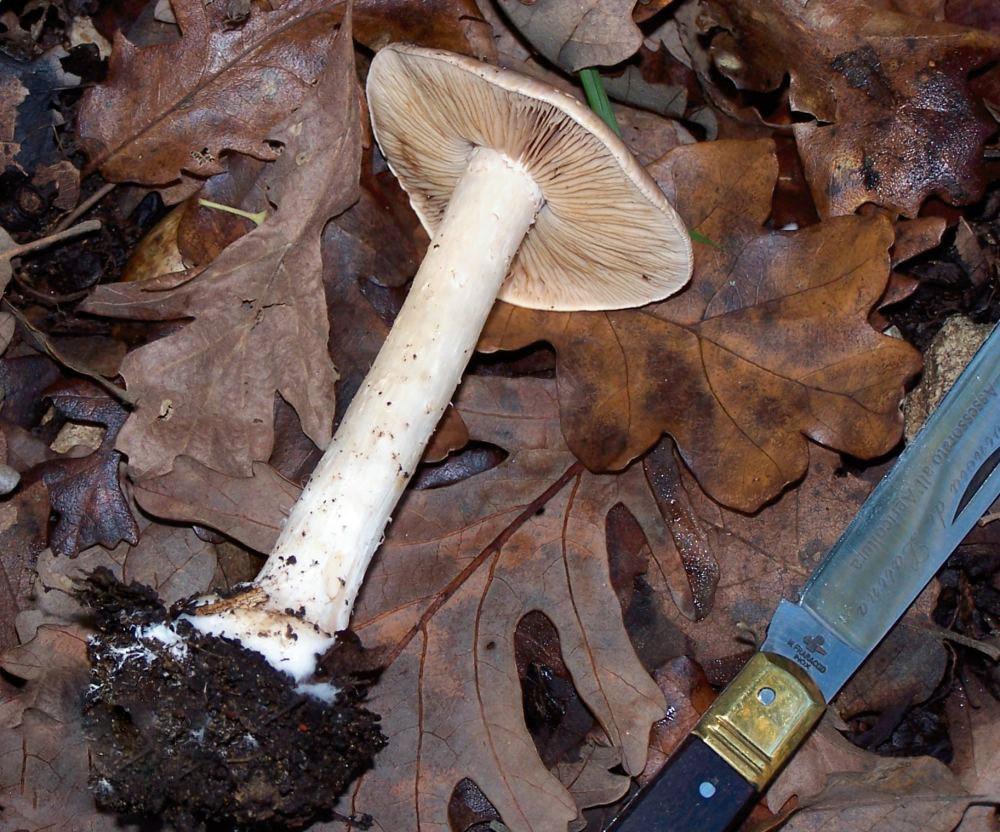
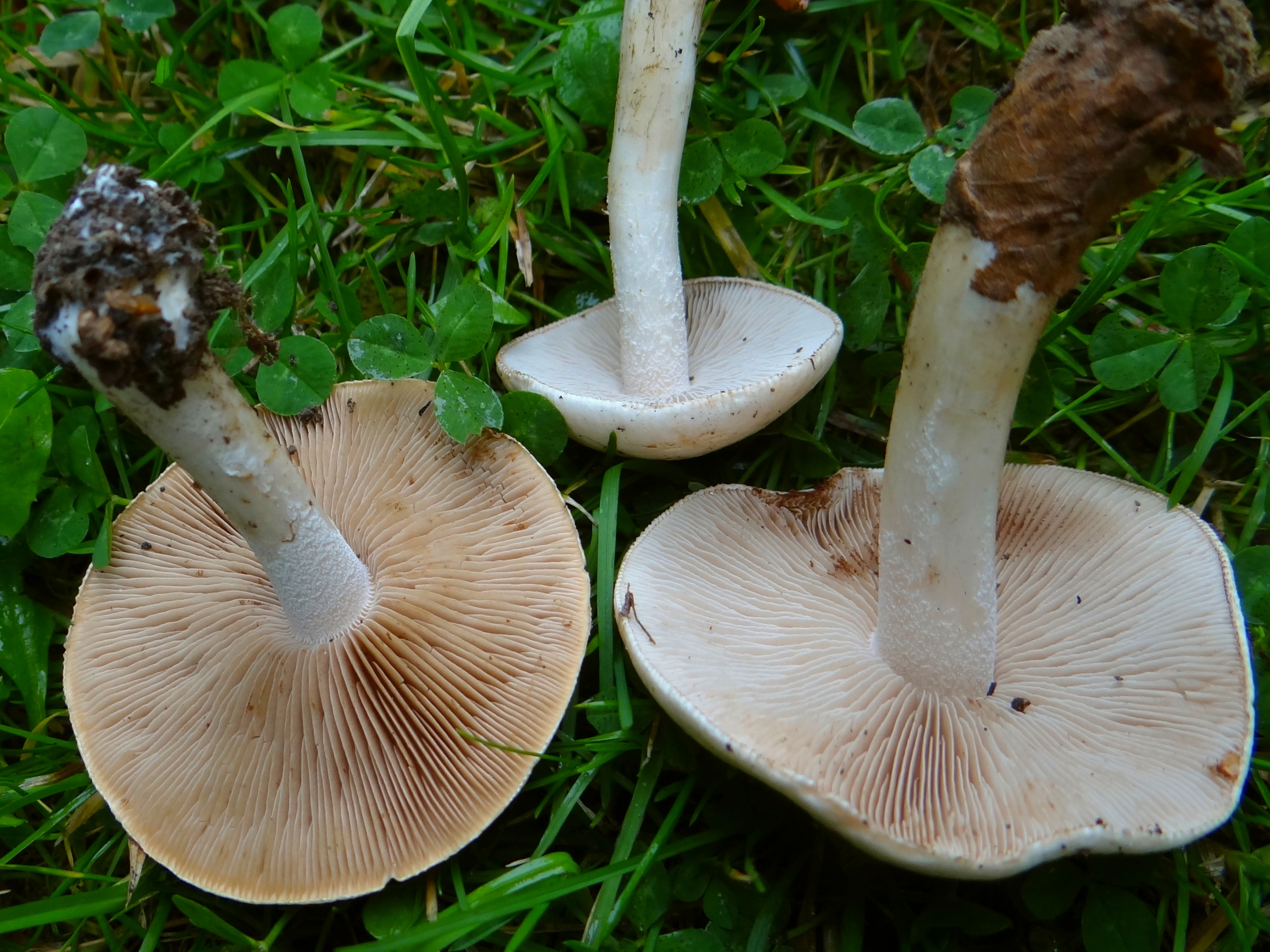
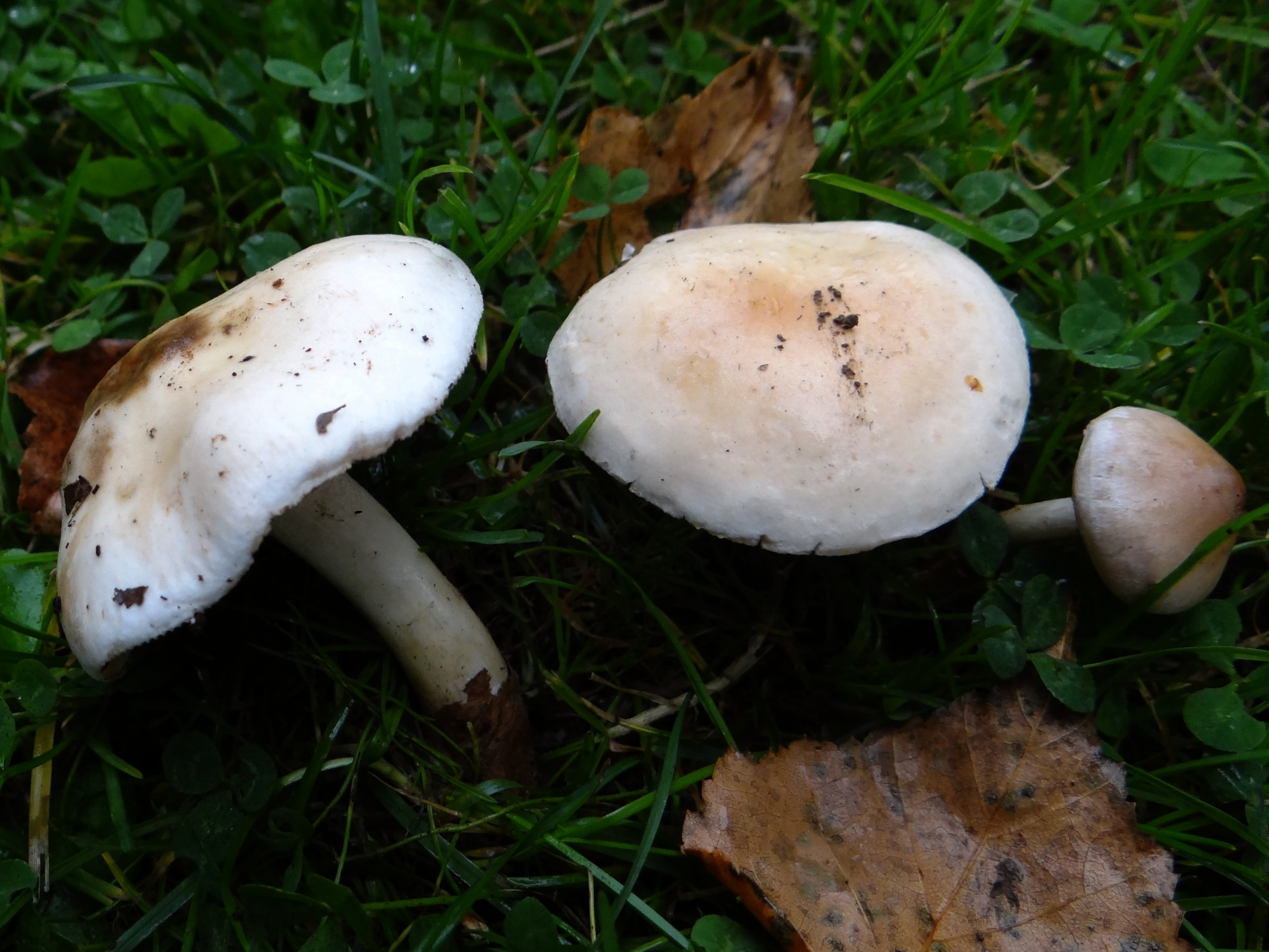
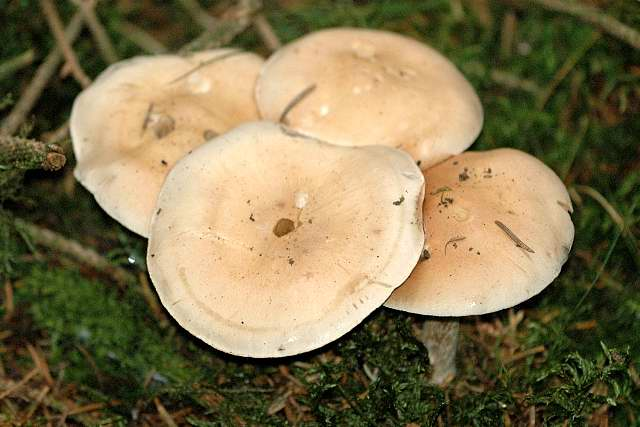